# アーサー・ボイド・ハンコック
アーサー・ボイド・ハンコック (英語: Arthur Boyd Hancock; 1875年6月26日 - 1957年4月1日)はクレイボーンファームを創設したアメリカ合衆国の競走馬生産者である。
バージニア州シャーロッツビルの近郊にあるアルベマール郡内にあるEllerslie Estateにて出生。数学者及び教育者のハリス・ハンコックはアーサーの兄である。彼らの父親であるリチャード・ジョンソン・ハンコック大尉はアルベマール郡にあったEllerslieスタッドを所有し、アーサーは父の事業を継ぐことを決意した。 ハンコック大尉はトーマス・W・ドズウェル少佐と共同所有していたKnight of Ellerslieが1884年のプリークネスステークスを優勝している。
1908年にケンタッキー州パリス出身のナンシー・タッカー・クレイと結婚した。彼女は家族が所有していた牧場を相続し、その牧場をクレイボーンファームと名付けた。アーサーはEllerslie Studの事業を妻のケンタッキーの土地に拡張し、徐々に事業の軸をケンタッキーに移していった。最終的にアーサーは1946年にEllerslie Studをロバート・シュレジンガーに売却した。
欧州から繁殖馬を続々と輸入したアーサーはクレイボーンファームを繁殖、セールス、そして競馬の世界的なリーダーへと成長させていった。彼は1923年にプリークネスステークスを優勝したVigilを生産。彼が所有した種牡馬のうちに1930年、1933-34年、1940年のリーディングサイアーとなり、1930年のアメリカクラシック三冠馬であるギャラントフォックスの父であるサーギャラハッドがいる。アーサーは1936年にブレニムをイギリスから輸入したコンソーシアムの一員となり、 1944年には後にアメリカのリーディングサイアーとなるプリンスキロを購入。
アーサーは生涯を通し自身が身を置いた業界と関わる様々な団体と関わりを持った。彼はサラブレッド・ホース・アソシエーションの会長を務めたほか、キーンランド協会創設時の役員、Kentucky State Racing Commissionの役員を務めていた。
1945年に心臓発作を起こし、その2年後に最初の脳卒中を患う。その結果会社の実務はアーサー・ジュニアに引き継がれた。アーサーは1957年に死亡した。
2018年にアーサーはアメリカ競馬名誉の殿堂博物館のピラー・オブ・ザ・ターフに選出された。